# گورستان لاخوشک ۶
گورستان لاخوشک ۶ مربوط به دوره هخامنشی - دوره اشکانیان است و در شهرستان کوهرنگ، بخش مرکزی، دهستان شوراب تنگزی، ۱ کیلومتری شمال شرق روستای دهنوی پایین، ۶/۵ کیلومتری جنوب شرق چلگرد به خط مستقیم واقع شده و این اثر در تاریخ ۲۷ اسفند ۱۳۸۷ با شمارهٔ ثبت ۲۶۳۳۹ به‌عنوان یکی از آثار ملی ایران به ثبت رسیده است.